# Dyskografia Pei
Dyskografia polskiego rapera Peji/Slums Attack obejmuje pięć albumów studyjnych, czternaście kolaboracyjnych, sześć kompilacyjnych, dwa minialbumy, jeden album koncertowy, dwadzieścia trzy single oraz sześćdziesiąt sześć teledysków.
Peja wraz z grupą Slums Attack sprzedał ponad pół miliona albumów co czyni go drugim najlepiej sprzedającym się raperem w Polsce. Raper znalazł się na polskiej liście sprzedaży – OLiS dwadzieścia siedem razy, dwanaście razy na podium, w tym sześć razy na 1. miejscu. Zdobył on dziewięć certyfikacji złotych płyt oraz osiem certyfikacji platynowych płyt według ZPAV.

## Albumy

### Albumy studyjne
| Rok                                                     | Dane dot. albumu | Najwyższa pozycja na liście | Sprzedaż       | Certyfikat              |
| Rok                                                     | Dane dot. albumu | POL                         | Sprzedaż       | Certyfikat              |
| ------------------------------------------------------- | --- | --------------------------- | -------------- | ----------------------- |
| 2008                                                    | Styl życia G’N.O.J.A. - Data: 6 grudnia 2008 - Wydawca: Fonografika - Format: CD                                                      | 16                          | - POL: 50 000+ | - ZPAV: platynowa płyta |
| 2009                                                    | Na serio - Data: 17 września 2009 - Wydawca: Terrorym, Fonografika - Format: CD, LP, digital download                                 | 2                           | - POL: 30 000+ | - ZPAV: platynowa płyta |
| 2010                                                    | Czarny wrzesień - Data: 6 kwietnia 2010 - Wydawca: Terrorym, RPS - Format: CD, digital download                                       | –                           | - POL: 2 000+  |                         |
| 2014                                                    | Książę aka. Slumilioner (producent WhiteHouse) - Data: 18 października 2014 - Wydawca: Fonografika - Format: CD, LP, digital download | 2                           | - POL: 35 000+ | - ZPAV: platynowa płyta |
| 2016                                                    | DDA (producent DJ Zel) - Data: 22 kwietnia 2016 - Wydawca: RPS Enterteyment, Fonografika - Format: CD, digital download               | 4                           | - POL: 15 000+ | - ZPAV: złota płyta     |
| „–” oznacza, że album nie był notowany na danej liście. | |                             |                |                         |

### Albumy we współpracy
| Rok  | Dane dot. albumu | Najwyższa pozycja na liście | Sprzedaż                                      | Certyfikat                                                  |
| Rok  | Dane dot. albumu | POL                         | Sprzedaż                                      | Certyfikat                                                  |
| ---- | --- | --------------------------- | --------------------------------------------- | ----------------------------------------------------------- |
| 1993 | Demo Staszica - Data: 1993 - Wydawca: nielegal - Format: CC                                                                            | –                           |                                               |                                                             |
| 1995 | Demo Studio Czad - Data: 1995 - Wydawca: nielegal - Format: CC                                                                         | –                           |                                               |                                                             |
| 1996 | Slums Attack (jako Slums Attack) - Data: 5 września 1996 - Wydawca: PH Kopalnia - Format: CC                                           | 7                           |                                               |                                                             |
| 1997 | Zwykła codzienność (jako Slums Attack) - Data: 7 lipca 1997 - Wydawca: R.R.X. - Format: CD, CC                                         | 6                           |                                               |                                                             |
| 1999 | Całkiem nowe oblicze (jako Slums Attack) - Data: 7 marca 1999 - Wydawca: Camey Studio - Format: CD, CC                                 | 34                          |                                               |                                                             |
| 2000 | I nie zmienia się nic (jako Slums Attack) - Data: 22 maja 2000 - Wydawca: Camey Studio - Format: CD, CC                                | 19                          |                                               |                                                             |
| 2001 | Na legalu? (jako Slums Attack) - Data: 15 grudnia 2001 - Wydawca: T1-Teraz, Pomaton Emi - Format: CD, LP, CC                           | 10                          | - POL: 70 000+ - POL: 15 000+ (reedycja 2014) | - ZPAV: platynowa płyta - ZPAV: złota płyta (reedycja 2014) |
| 2003 | Wspólne zadanie (jako Ski Skład) - Data: 26 czerwca 2003 - Wydawca: T1-Teraz - Format: CD, digital download                            | 14                          | - POL: 11 000+                                |                                                             |
| 2005 | Najlepszą obroną jest atak (jako Slums Attack) - Data: 7 lutego 2005 - Wydawca: Fonografika - Format: CD                               | 2                           | - POL: 30 000+                                | - ZPAV: platynowa płyta                                     |
| 2006 | Szacunek ludzi ulicy (jako Slums Attack) - Data: 20 października 2006 - Wydawca: Fonografika - Format: CD                              | 14                          | - POL: 30 000+                                | - ZPAV: platynowa płyta                                     |
| 2011 | Reedukacja (jako Slums Attack) - Data: 5 marca 2011 - Wydawca: Fonografika - Format: CD, LP, digital download                          | 1                           | - POL: 50 000+                                | - ZPAV: platynowa płyta                                     |
| 2012 | CNO2 (jako Slums Attack) - Data: 15 września 2012 - Wydawca: Fonografika - Format: CD, digital download                                | 1                           | - POL: 40 000+                                | - ZPAV: platynowa płyta                                     |
| 2017 | Remisja (jako Slums Attack) - Data: 7 kwietnia 2017 - Wydawca: RPS Enterteyment - Format: CD, digital download                         | 1                           | - POL: 15 000+                                | - ZPAV: złota płyta                                         |
| 2018 | 25 godzin (jako Slums Attack, producent Magiera) - Data: 14 grudnia 2018 - Wydawca: RPS Enterteyment - Format: CD, digital download    | 7                           | - POL: 15 000+                                | - ZPAV: złota płyta                                         |
| 2019 | G.O.A.T. (jako Slums Attack, producent Magiera) - Data: 21 września 2019 - Wydawca: RPS Enterteyment - Format: CD, digital download    | 1                           | - POL: 15 000+                                | - ZPAV: złota płyta                                         |
| 2020 | Black Album (jako Slums Attack, producent Magiera) - Data: 17 września 2020 - Wydawca: RPS Enterteyment - Format: CD, digital download | 1                           | - POL: 15 000+                                | - ZPAV: złota płyta                                         |
| 2021 | Ricardo (jako Slums Attack, producent Magiera) - Data: 21 maja 2021 - Wydawca: RPS Enterteyment - Format: CD, digital download         | 2                           |                                               |                                                             |
| 2021 | ** ****** (jako Slums Attack, producent Magiera) - Data: 17 grudnia 2021 - Wydawca: RPS Enterteyment - Format: CD, digital download    | 3                           |                                               |                                                             |
| 2023 | Resentyment - Data: jesień 2023 - Wydawca: TBA - Format: LP                                                                            | Zostanie wydany             | Zostanie wydany                               | Zostanie wydany                                             |

### Minialbumy
| Rok  | Dane dot. albumu | Najwyższa pozycja na liście |
| Rok  | Dane dot. albumu | POL                         |
| ---- | --- | --------------------------- |
| 2020 | 2050 (jako Slums Attack, producent Magiera) - Data: 27 marca 2020 - Wydawca: RPS Enterteyment - Format: CD, digital download          | 1                           |
| 2020 | AR-15 (jako Slums Attack, producent Magiera) - Data: 18 grudnia 2020 - Wydawca: RPS Enterteyment - Format: CD, digital download       | 5                           |
| 2023 | Hip Hop 50 (jako Slums Attack, producent Magiera) - Data: 11 sierpnia 2023 - Wydawca: RPS Enterteyment - Format: CD, digital download | 2                           |

### Albumy koncertowe
| Rok  | Dane dot. albumu                                                                                          | Najwyższa pozycja na liście | Sprzedaż                                | Certyfikat    |
| Rok  | Dane dot. albumu                                                                                          | POL                         | Sprzedaż                                | Certyfikat    |
| ---- | --- | --------------------------- | --------------------------------------- | ------------- |
| 2008 | Piętnastak Live (jako Slums Attack) - Data: 20 października 2008 - Wydawca: Fonografika - Format: CD, DVD | 46                          | - POL: 5 000+ (DVD) - POL: 10 000+ (CD) | - złota płyta |

### Kompilacje
| Rok                                                     | Dane dot. albumu | Najwyższa pozycja na liście | Sprzedaż       | Certyfikat          |
| Rok                                                     | Dane dot. albumu | POL                         | Sprzedaż       | Certyfikat          |
| ------------------------------------------------------- | --- | --------------------------- | -------------- | ------------------- |
| 1999                                                    | Otrzuty (Remixy) ’99 (jako Slums Attack) - Data: 25 października 1999 - Wydawca: Camey Studio - Format: CD, CC         | –                           |                |                     |
| 2000                                                    | Instrumentale (jako Slums Attack) - Data: 18 września 2000 - Wydawca: Camey Studio - Format: CD, CC                    | –                           |                |                     |
| 2002                                                    | Uliczne historie (jako Slums Attack) - Data: 21 października 2002 - Wydawca: Camey Studio - Format: CD, CC             | 30                          |                |                     |
| 2006                                                    | Fturując (jako Slums Attack) - Data: 2 maja 2006 - Wydawca: Fonografika - Format: CD                                   | 14                          | - POL: 15 000+ | - ZPAV: złota płyta |
| 2013                                                    | 20/20 Evergreen (jako Slums Attack) - Data: 26 października 2013 - Wydawca: Fonografika - Format: CD, digital download | 2                           | - POL: 15 000+ | - ZPAV: złota płyta |
| 2013                                                    | B-Sides (jako Slums Attack) - Data: 21 grudnia 2013 - Wydawca: Fonografika - Format: CD, digital download              | —                           |                |                     |
| „—” oznacza, że album nie był notowany na danej liście. | |                             |                |                     |

## Single
| 1997                                                      | „Czas przemija” (jako Slums Attack)                                                                               | –  | –  | – | – | – | Zwykła codzienność         |
| 2002                                                      | „Głucha noc” (jako Slums Attack)                                                                                  | 1  | 15 | 1 | – | 6 | Na legalu?                 |
| 2002                                                      | „Jest jedna rzecz” (jako Slums Attack)                                                                            | 7  | 15 | – | – | – | Na legalu?                 |
| 2002                                                      | „Mój rap, moja rzeczywistość” (jako Slums Attack)                                                                 | 7  | 21 | – | – | – | Na legalu?                 |
| 2003                                                      | „Randori” (jako Slums Attack)                                                                                     | 36 | –  | – | – | – | Na legalu?                 |
| 2003                                                      | „Właściwy wybór” (jako Slums Attack)                                                                              | 25 | 21 | – | – | – | Na legalu?                 |
| 2004                                                      | „Co cię boli?!” (jako Slums Attack)                                                                               | 26 | 28 | – | – | – | Najlepszą obroną jest atak |
| 2005                                                      | „Kurewskie życie” (jako Slums Attack)                                                                             | –  | 2  | 4 | – | – | Najlepszą obroną jest atak |
| 2006                                                      | „Szacunek ludzi ulicy” (jako Slums Attack)                                                                        | –  | –  | – | – | – | Szacunek ludzi ulicy       |
| 2006                                                      | „SLU 3 Litery” (jako Slums Attack)                                                                                | –  | –  | – | – | – | Szacunek ludzi ulicy       |
| 2008                                                      | „Bragga” | –  | –  | – | – | – | Styl życia G’N.O.J.A.      |
| 2009                                                      | „Hip-Hop” | –  | –  | – | – | – | Na serio                   |
| 2009                                                      | „Kochana mamo” | –  | –  | – | – | – | Na serio                   |
| 2009                                                      | „Pozwól mi żyć (Są chwile)”                                                                                       | –  | –  | – | – | – | Na serio                   |
| 2010                                                      | „Frajerhejt 9.12/DTKJ”                                                                                            | –  | –  | – | – | – | Czarny wrzesień            |
| 2010                                                      | „Czas hardcoru”                                                                                                   | –  | –  | – | – | – | Czarny wrzesień            |
| 2011                                                      | „Oddałbym” (jako Slums Attack)                                                                                    | –  | –  | – | – | – | Reedukacja                 |
| 2014                                                      | „S.A. (Steven Adler)”                                                                                             | –  | –  | – | – | – | Książę aka. Slumilioner    |
| 2014                                                      | „PRR” | –  | –  | – | – | – | Książę aka. Slumilioner    |
| 2014                                                      | „Back In the Days”                                                                                                | –  | –  | – | – | – | Książę aka. Slumilioner    |
| 2016                                                      | „Grand Champ” | –  | –  | – | – | – | DDA                        |
| 2016                                                      | „S.L.U.M.S.” | –  | –  | – | – | – | DDA                        |
| 2017                                                      | „Negatywny Feedback” (jako Slums Attack)                                                                          | –  | –  | – | 6 | – | Remisja                    |
| 2017                                                      | „Dekalog Rycha” (jako Slums Attack)                                                                               | –  | –  | – | – | – | Remisja                    |
| 2017                                                      | „Tylko dla orłów” (jako Slums Attack)                                                                             | –  | –  | – | 8 | – | Remisja                    |
| 2018                                                      | „Tu jest najlepiej”                                                                                               | –  | –  | – | – | – | 25_godzin                  |
| 2018                                                      | „Głucha noc 2” | –  | –  | – | – | – | 25_godzin                  |
| 2018                                                      | „25_godzin” | –  | –  | – | – | – | 25_godzin                  |
| 2018                                                      | „Życiówka” | –  | –  | – | – | – | 25_godzin                  |
| 2019                                                      | „Wprowadzenie” | –  | –  | – | – | – | G.O.A.T.                   |
| 2019                                                      | „Akacja” | –  | –  | – | – | – | G.O.A.T.                   |
| 2019                                                      | „Jakieś pytania?” (gościnnie: Hans, Grizzlee)                                                                     | –  | –  | – | – | – | G.O.A.T.                   |
| 2020                                                      | „W imię zasad (PSY Tribute)”                                                                                      | –  | –  | – | – | – | 2050                       |
| 2020                                                      | „#Hot16Challenge2”                                                                                                | –  | –  | – | – | – | Black Album                |
| 2020                                                      | „Czarny Psalm” | –  | –  | – | – | – | Black Album                |
| 2020                                                      | „Michael Buffer”                                                                                                  | –  | –  | – | – | – | Black Album                |
| 2020                                                      | „Maybach” | –  | –  | – | – | – | Black Album                |
| 2020                                                      | „Mad Libs Rap” | –  | –  | – | – | – | Black Album                |
| 2020                                                      | „Richtown” (gościnnie: Gandzior, Kobra, Respo, Deep, Bandura, Grzybek, Simpson, BJN, Peleoko, Hans, Fazi, Iceman) | –  | –  | – | – | – | AR-15                      |
| 2020                                                      | „Red Zone” | –  | –  | – | – | – | AR-15                      |
| 2021                                                      | „Paradoks Szympansa”                                                                                              | –  | –  | – | – | – | AR-15                      |
| 2021                                                      | „Flamenco” | –  | –  | – | – | – | AR-15                      |
| 2021                                                      | „Ricardo” | –  | –  | – | – | – | Ricardo                    |
| 2021                                                      | „Flow Must Go On” (gościnnie: donGURALesko)                                                                       | –  | –  | – | – | – | Ricardo                    |
| 2021                                                      | „Jak młot” (gościnnie: Hałastra)                                                                                  | –  | –  | – | – | – | Ricardo                    |
| 2021                                                      | „Mindset” | –  | –  | – | – | – | Ricardo                    |
| 2021                                                      | „Droga mistrza” (gościnnie: VNM, DJ. Urlich)                                                                      | –  | –  | – | – | – | Ricardo                    |
| 2021                                                      | „Mój rap, moja rzeczywistość 2”                                                                                   | –  | –  | – | – | – | ** ******                  |
| 2022                                                      | „Next level” (gościnnie: M-Dot, DVJ. Rink)                                                                        | –  | –  | – | – | – | AR-15                      |
| 2023                                                      | „Azarenka” | –  | –  | – | – | – | Hip Hop 50                 |
| „–” oznacza, że singiel nie był notowany na danej liście. | |    |    |   |   |   |                            |

### Inne notowane utwory
| Rok                                                       | Tytuł                                                | Najwyższe pozycje na listach | Najwyższe pozycje na listach | Najwyższe pozycje na listach | Album       |
| Rok                                                       | Tytuł                                                | SLiP                         | PiK                          | 30 ton                       | Album       |
| --------------------------------------------------------- | ---------------------------------------------------- | ---------------------------- | ---------------------------- | ---------------------------- | ----------- |
| 2003                                                      | „Jeden taki dzień” (Sweet Noise, gościnnie: Peja)    | 4                            | 4                            | 15                           | Revolta     |
| 2011                                                      | „Sam przeciwko wszystkim” (My Riot, gościnnie: Peja) | 20                           | –                            | –                            | Sweet Noise |
| „—” oznacza, że singiel nie był notowany na danej liście. |                                                      |                              |                              |                              |             |

## Teledyski

### Slums Attack
| Rok  | Tytuł | Reżyseria / realizacja | Album                      | Źródło               |
| ---- | --- | ---------------------- | -------------------------- | -------------------- |
| 1997 | „Czas przemija”                                                                                               |                        | Zwykła codzienność         | [ 70 ]               |
| 2001 | „Mój rap, moja rzeczywistość”                                                                                 | Sylwester Latkowski    | Na legalu?                 | [ 71 ] [ 72 ]        |
| 2002 | „Jest jedna rzecz”                                                                                            | Dariusz Szermanowicz   | Na legalu?                 | [ 71 ] [ 72 ]        |
| 2002 | „Głucha noc” (gościnnie: Medi Top, Mientha)                                                                   | Sylwester Latkowski    | Na legalu?                 | [ 71 ] [ 72 ]        |
| 2003 | „Właściwy wybór/Randori”                                                                                      | Dariusz Szermanowicz   | Na legalu?                 | [ 71 ] [ 72 ]        |
| 2003 | „Być nie mieć” (gościnnie: Wiśniowy)                                                                          |                        | Na legalu?                 | [ 73 ]               |
| 2004 | „Co cię boli?!”                                                                                               | Konefka                | Najlepszą obroną jest atak | [ 72 ] [ 74 ]        |
| 2004 | „Kurewskie życie”                                                                                             | Łukasz Tunikowski      | Najlepszą obroną jest atak | [ 72 ] [ 75 ]        |
| 2005 | „Reprezentuje biedę” (gościnnie: Sokół)                                                                       | Dariusz Szermanowicz   | Najlepszą obroną jest atak | [ 71 ] [ 72 ] [ 74 ] |
| 2006 | „Brudne myśli”                                                                                                | Dariusz Szermanowicz   | Najlepszą obroną jest atak | [ 72 ]               |
| 2006 | „Szacunek ludzi ulicy”                                                                                        | Wojciech Skiba         | Szacunek ludzi ulicy       | [ 71 ] [ 72 ]        |
| 2007 | „SLU 3 litery/Duchowo mocny”                                                                                  | Dariusz Szermanowicz   | Szacunek ludzi ulicy       | [ 71 ]               |
| 2008 | „Piętnastak”                                                                                                  | GCM                    | Piętnastak Live            | [ 71 ] [ 72 ]        |
| 2008 | „Uliczna sława”                                                                                               |                        | Szacunek ludzi ulicy       | [ 72 ]               |
| 2008 | „Panie” |                        | Szacunek ludzi ulicy       | [ 72 ]               |
| 2011 | „Oddałbym” (gościnnie: Jeru the Damaja, O.S.T.R.)                                                             | TBS, Tomasz Jarosz     | Reedukacja                 | [ 76 ]               |
| 2011 | „Kto ma renomę”                                                                                               | Michał Sterzyński, TBA | Reedukacja                 | [ 77 ]               |
| 2011 | „HSMTO” | Dj Decks               | Reedukacja                 | [ 78 ]               |
| 2012 | „Samotność po zmroku” (gościnnie: Kroolik Underwood)                                                          | 9 Liter                | CNO2                       | [ 79 ]               |
| 2013 | „Radio Wolna Europa” (gościnnie: DeFuckTo, Azyl, Sniper, Clementino, R-MC, Gandzior, Loo-MC, Shazaam, Hijack) |                        | CNO2                       | [ 80 ]               |
| 2013 | „CNO2/Hip hop wciąż żywy”                                                                                     |                        | CNO2                       | [ 81 ]               |
| 2014 | „Rehab” (gościnnie: Kali)                                                                                     | 9liter Filmy           | Reedukacja                 | [ 82 ]               |
| 2017 | „Negatywny Feedback” (gościnnie: Brahu)                                                                       | 9liter Filmy           | Remisja                    | [ 83 ]               |
| 2017 | „Dekalog Rycha”                                                                                               | 9liter Filmy           | Remisja                    | [ 84 ]               |
| 2017 | „Tylko dla orłów”                                                                                             | 9liter Filmy           | Remisja                    | [ 85 ]               |
| 2017 | „W pogoni za marzeniami” (gościnnie: Gandzior)                                                                | 9liter Filmy           | Remisja                    | [ 86 ]               |
| 2017 | „Świat, ludzie, pieniądze"                                                                                    |                        | Remisja                    |                      |
| 2017 | „1976” (gościnnie: Jan Borysewicz)                                                                            | YOUR VIDEO             | Remisja                    | [ 87 ]               |

### Solowe
| Rok  | Tytuł                                                       | Reżyseria / realizacja | Album                 | Źródło |
| ---- | ----------------------------------------------------------- | ---------------------- | --------------------- | ------ |
| 2009 | „SŻG Intro”                                                 | GCM                    | Styl życia G’N.O.J.A. | [ 88 ] |
| 2009 | „Bragga” (gość. Charlie P)                                  | GCM                    | Styl życia G’N.O.J.A. | [ 89 ] |
| 2009 | „Szkoła życia” (gościnnie: Kaczor)                          | GCM                    | Styl życia G’N.O.J.A. | [ 90 ] |
| 2010 | „Hip-hop” (gościnnie: DJ Taek)                              | Dwaem Media Group      | Na serio              | [ 91 ] |
| 2010 | „Frajerhejt 9.12/DTKJ (dlaczego Tede kurwą jest)”           |                        | Czarny wrzesień       | [ 92 ] |
| 2010 | „Peja vs Hip-Hop”                                           | Filip Tymczyszyn       | Czarny wrzesień       | [ 93 ] |
| 2010 | „Kochana mamo” (gościnnie: Marek Pospieszalski)             | GCM                    | Na serio              | [ 94 ] |
| 2010 | „Pozwól mi żyć (są chwile)” (gościnnie: Glaca, Ana Herrero) | GCM                    | Na serio              | [ 95 ] |
| 2010 | „Gruba impra z Rysiem 2" (gościnnie: Gandi Ganda, Kobra)    | Michał Sterzyński      | Na serio              | [ 96 ] |
| 2011 | „To co robimy” (gościnnie: Vixen)                           | Filip Wendland         | Na serio              | [ 97 ] |

Współpraca
| Rok  | Tytuł                                                                        | Reżyseria / realizacja | Album                   | Źródło  |
| ---- | ---------------------------------------------------------------------------- | ---------------------- | ----------------------- | ------- |
| 2014 | „S.A. (Steven Adler)” (oraz WhiteHouse; gościnnie: Hellfield)                | 9liter FILMY           | Książę aka. Slumilioner | [ 98 ]  |
| 2014 | „PRR” (Prawdziwy rap rozpierdol)” (oraz WhiteHouse; gościnnie: DJ Danek)     |                        | Książę aka. Slumilioner | [ 99 ]  |
| 2014 | „Back in the Days” (oraz WhiteHouse; gościnnie: Kroolik Underwood, DJ Danek) | 9liter FILMY           | Książę aka. Slumilioner | [ 100 ] |
| 2014 | „Defekt mózgu” (oraz WhiteHouse)                                             | 9liter FILMY           | Książę aka. Slumilioner | [ 101 ] |
| 2014 | „Trudny dzieciak 2" (oraz WhiteHouse)                                        | 9liter FILMY           | Książę aka. Slumilioner | [ 102 ] |
| 2015 | „Raplajf / RPS klasyka” (oraz WhiteHouse)                                    | 9liter FILMY           | Książę aka. Slumilioner | [ 103 ] |
| 2015 | „Martwa muzyka” (oraz WhiteHouse; gościnnie: Bezczel, Glaca)                 | 9liter FILMY           | Książę aka. Slumilioner | [ 104 ] |
| 2016 | „S.L.U.M.S.” (oraz DJ Zel)                                                   | 9liter Filmy           | DDA                     | [ 105 ] |
| 2016 | „Grand Champ” (oraz DJ Zel)                                                  | 9liter Filmy           | DDA                     | [ 106 ] |
| 2016 | „Nowy level ulicy” (oraz DJ Zel; gościnnie: Lukasyno)                        |                        | DDA                     | [ 107 ] |
| 2016 | „Nie pogrywaj ze mną” (oraz DJ Zel; gościnnie: Dono)                         |                        | DDA                     | [ 108 ] |

### Gościnnie
| Rok  | Tytuł                                                                    | Reżyseria / realizacja         | Album                    | Źródło  |
| ---- | ------------------------------------------------------------------------ | ------------------------------ | ------------------------ | ------- |
| 2003 | „Jeden taki dzień” (Sweet Noise, gościnnie: Peja)                        | Mikołaj Górecki, Piotr Mohamed | Revolta                  | [ 109 ] |
| 2007 | „Kiedy proszę” (Sandra, gościnnie: Peja)                                 | Dariusz Szermanowicz           | Wszystko albo nic        | [ 110 ] |
| 2008 | „Miejska giełda” (Brahu, gościnnie: RDW, Peja)                           | Grupa Impact                   | Wchodzę do gry           | [ 111 ] |
| 2008 | „Dla moich ludzi” (DJ Decks, gościnnie: Kaczor, Gural, Peja)             | Grupa 13                       | Mixtape 4                | [ 112 ] |
| 2008 | „My i wy” (Tewu, gościnnie: Peja)                                        | Tomasz Kępiński                | Ślad po sobie            | [ 113 ] |
| 2009 | „Ulice tego słuchają” (PTP, gościnnie: Peja)                             | Stunt Days                     | Ulice tego słuchają      | [ 114 ] |
| 2010 | „Śniadanie mistrzów” (Pih, gościnnie: Pezet, Peja)                       | Rmvision Productions           | Dowód rzeczowy nr 1      | [ 115 ] |
| 2011 | „Reality show” (DeFuckTo, gościnnie: Peja)                               | Drahoslav Lysák                | Triumph                  | [ 116 ] |
| 2011 | „Udowodnij, że potrafisz” (Dono/TeWu, gościnnie: Peja, Pih, Ten Typ Mes) | Przedmarańcza                  | Daj mi wiarę             | [ 117 ] |
| 2011 | „Sam przeciwko wszystkim” (My Riot, gościnnie: Peja)                     | Mikołaj Górecki                | Sweet Noise              | [ 118 ] |
| 2012 | „Ostatnia deska ratunku” (Śliwa, gościnnie: Peja)                        | IXliter filmy                  | Pełen etat               | [ 119 ] |
| 2012 | „Fabryka hitów” (Kroolik Underwood, gościnnie: Peja)                     | Blaszany Sad                   | Gentleman Flow           | [ 120 ] |
| 2012 | „Porozmawiajmy” (Fabuła, gościnnie: Peja, Ewa Prus)                      | Zet Harris                     | Made In 2                | [ 121 ] |
| 2012 | „Każdy z nas” (HZOP, gościnnie: Dudek RPK, Peja)                         | 9 Liter Filmy                  | Drogowskazy życia        | [ 122 ] |
| 2012 | „Hajs” (Massey, Kubix, gościnnie: Peja)                                  | 360studios                     | Rób swoje 2              | [ 123 ] |
| 2012 | „Wiara czyni cuda” (Buczerr, gościnnie: Peja, Kobra)                     |                                | Dwa oblicza              | [ 124 ] |
| 2012 | „Miejski vibe” (Kobra, gościnnie: Peja)                                  |                                | Na żywo z miasta grzechu | [ 125 ] |
| 2016 | "Co było to było" (Mei, gościnnie: Peja, Radio, Terronrissa)             | Loop Studios                   | Co było to było          | [ 126 ] |

### Inne
| Rok  | Tytuł                                                                        | Reżyseria / realizacja | Album | Źródło  |
| ---- | ---------------------------------------------------------------------------- | ---------------------- | ----- | ------- |
| 2007 | „Stoprocent Tour” (Peja, Gural, Kaczor, Pih, Borixon, Kajman, Sobota, Miodu) | Filip Tymczyszyn       |       | [ 127 ] |